# Communauté de communes Cœur de Caux
Pour les articles homonymes, voir Caux (homonymie).
La communauté de communes Cœur de Caux est une ancienne communauté de communes française, située dans le département de la Seine-Maritime et la région Normandie.
Elle a disparu le 1er janvier 2017, à la suite de la création de la commune nouvelle Terres-de-Caux, rattachée avec 8 autres communes à la communauté d'agglomération Caux vallée de Seine, au rattachement de 6 autres communes à la communauté de communes de la Côte d'Albâtre et de Rocquefort à la communauté de Communes de la Région d'Yvetot.

## Historique
La communauté de communes provient de la transformation, le 30 décembre 1999, du Syndicat Intercommunal de Ramassage Scolaire de la région de Fauville-en-Caux (SIRS).
Le Syndicat Intercommunal de Ramassage Scolaire de la région de Fauville-en-Caux (SIRS) a été créé par arrêté préfectoral du 5 octobre 1963 et avait pour objet le transport des élèves domiciliés sur le territoire des 20 communes membres situées sur 2 anciens cantons : le canton de Fauville-en-Caux et celui d'Ourville-en-Caux, qui fréquentaient le collège d’enseignement général de Fauville-en-Caux. Par la suite, le SIRS a géré des équipements sportifs scolaires (piscine et halle de sport), a financé la Classe d'intégration scolaire (CLIS) et le service des Assistantes Territoriales Spécialisées des Écoles Maternelles (ATSEM). Les charges entraînées par le fonctionnement des services étaient réparties annuellement entre les communes, au prorata de la population et du potentiel fiscal. La transformation du SIRS en communauté de communes a permis d'étendre ses compétences  et mieux correspondre aux besoins des communes.
Yébleron a rejoint le SIRS en septembre 1965 et  Rocquefort la communauté de communes Cœur de Caux en 1999, lors de sa création. Hautot-le-Vatois l'a quitté en 2000 pour rejoindre la communauté de communes de la région d'Yvetot.
Le projet de schéma départemental de coopération intercommunale présenté par le préfet de Seine-Maritime le 2 octobre 2015 dans le cadre de l'approfondissement de la coopération intercommunale prévu par la Loi portant nouvelle organisation territoriale de la République (Loi NOTRe) du 7 août 2015 prévoit l'éclatement de Cœur de Caux entre trois nouvelles structures résultant de la fusion des : 
- « communautés de communes de la Côte d’Albâtre (20 577 habitants), Entre Mer et Lin (4920 habitants) et six communes de la communauté de communes de Cœur de Caux (1 677 habitants) »

- « communauté de communes Caux vallée de Seine (68 484 habitants) qui se transforme en communauté d’agglomération  » et  « 15 communes de la communauté de communes Cœur de Caux (7 883 habitants) ». 

- la commune de Rocquefort rejoignant la nouvelle intercommunalité constituée de la fusion de la communauté de communes de la région d'Yvetot (21 712 habitants) et 8 communes de la communauté de communes du Plateau Vert (4 008 habitants),

## Territoire communautaire

### Géographie
Située en Haute-Normandie, dans le département de la Seine-Maritime (76), la communauté de communes Cœur de Caux occupe une position centrale dans le pays de Caux. À égale distance des agglomérations de Rouen et du Havre (50 km environ), à proximité des installations industrielles de la vallée de Seine et au voisinage d’Yvetot et de Fécamp (15 km), son territoire, essentiellement rural, est traversé par d’importantes voies routières et ferrées.
On peut retenir, notamment :
- L’autoroute A29 dite « des Estuaires » qui relie Anvers et les Pays-Bas à l’Espagne en passant par Le Havre, le pont de Normandie, Nantes et Bordeaux.
- La route départementale D0615 Paris-Rouen-Le Havre (anciennement N15).
- La liaison ferrée Paris - Le Havre via Rouen qui draine un important trafic de voyageurs et de marchandises.

Le territoire de la communauté de communes Cœur de Caux est composé de 22 communes, situées sur deux anciens cantons (canton de Fauville-en-Caux et canton d’Ourville-en-Caux) et d’une superficie totale de 12 608 hectares. Presque 40 % de la population du territoire Cœur de Caux (soit 8 572 habitants) se concentrent à Yébleron et à Fauville-en-Caux, le bourg-centre.

### Composition
La communauté de communes regroupe 22 communes du pays de Caux, en Seine-Maritime, pour une population totale de 6 301 habitants selon le recensement de 2012 :
| Nom                            | Code Insee | Gentilé             | Superficie (km2) | Population (dernière pop. légale) | Densité (hab./km2) |
| ------------------------------ | ---------- | ------------------- | ---------------- | --------------------------------- | ------------------ |
| Fauville-en-Caux (siège)       | 76258      |                     | 8,11             | 2 192 (2014)                      | 270                |
| Alvimare                       | 76002      | Alvimarais          | 6,73             | 634 (2014)                        | 94                 |
| Ancourteville-sur-Héricourt    | 76009      | Ancourtevillais     | 3,50             | 312 (2014)                        | 89                 |
| Auzouville-Auberbosc           | 76044      | Auzouvillais        | 6,08             | 318 (2014)                        | 52                 |
| Bennetot                       | 76078      | Bennetotais         | 4,58             | 178 (2014)                        | 39                 |
| Bermonville                    | 76080      | Bermonvillais       | 7,41             | 483 (2014)                        | 65                 |
| Beuzeville-la-Guérard          | 76091      | Beuzevillais        | 6,42             | 210 (2014)                        | 33                 |
| Cleuville                      | 76180      | Cleuvillais         | 4,10             | 193 (2014)                        | 47                 |
| Cléville                       | 76181      | Clévillais          | 5,47             | 161 (2014)                        | 29                 |
| Cliponville                    | 76182      | Cliponvillais       | 7,28             | 274 (2014)                        | 38                 |
| Envronville                    | 76236      | Envronvillais       | 6,22             | 333 (2014)                        | 54                 |
| Foucart                        | 76279      | Foucartais          | 4,28             | 358 (2014)                        | 84                 |
| Hattenville                    | 76342      | Hattenvillais       | 9,32             | 698 (2014)                        | 75                 |
| Normanville                    | 76470      | Normanvillais       | 9,35             | 686 (2014)                        | 73                 |
| Ricarville                     | 76525      | Ricarvillais        | 4,18             | 322 (2014)                        | 77                 |
| Rocquefort                     | 76531      | Rocquefortais       | 5,36             | 311 (2014)                        | 58                 |
| Saint-Pierre-Lavis             | 76639      | Saint-Pierrais      | 4,49             | 254 (2014)                        | 57                 |
| Sainte-Marguerite-sur-Fauville | 76607      | Sainte-Margueritais | 3,16             | 278 (2014)                        | 88                 |
| Sommesnil                      | 76679      | Sommesnilais        | 3,06             | 95 (2014)                         | 31                 |
| Thiouville                     | 76692      | Thiouvillais        | 5,86             | 299 (2014)                        | 51                 |
| Trémauville                    | 76710      | Trémauvillois       | 2,80             | 104 (2014)                        | 37                 |
| Yébleron                       | 76751      | Yébleronnais        | 10,39            | 1 358 (2014)                      | 131                |

## Organisation

### Siège
La communauté a son siège à Fauville-en-Caux.

### Élus
La communauté de communes est administrée par son Conseil communautaire, composé, pour la mandature 2014-2020,  de 40 conseillers municipaux représentant chacune des communes membres.
Le conseil communautaire d'avril 2014 a réélu sa présidente, Ghislaine Prunier, maire d'Auzouville-Auberbosc, et élu ses 11 vice-présidents, qui sont : 
1. Jean-Marc Vasse, maire de Fauville-en-Caux, chargé de l’avenir du territoire ;
2. Georges Courraëy, maire de Yébleron, chargé des déchets ménagers ;
3. Jean-François Mayer, maire de Hattenville, chargé de l’animation du territoire ;
4. Michel Lemercier, maire d'Alvimare, chargé de l’économie, des emplois et de la formation ;
5. Antoine Servain, maire de Foucart, chargé de la préservation du territoire ;
6. Régis Saul, maire de Sainte-Marguerite-sur-Fauville, chargé de l’organisation de la Maison des services publics et solidarité ;
7. Yvon Pesquier, chargé de la protection du patrimoine, de la sécurité et de l'accessibilité ;
8. Gilbert Lachèvre, maire de Ricarville, chargé des actions scolaires (péri et extra) ;
9. François Truptil, maire de Envronville, chargé des infrastructures et de la voirie ;
10. Stéphane Cavelier, maire-adjoint de Fauville-en-Caux[6], chargé des associations, du sport et de la culture ;
11. Isabelle Dujardin, maire de Thiouville, chargée du tourisme, de la culture et coopération décentralisée[7].

Ensemble, ils forment le bureau de l'intercommunalité pour la mandature 2014-2020.

### Liste des présidents
| Période | Période                        | Identité          | Étiquette | Qualité |
| ------- | ------------------------------ | ----------------- | --------- | --- |
| 2000    | En cours (au 25 novembre 2015) | Ghislaine Prunier |           | Professeure d'histoire-géographie au lycée Jean-XXIII d'Yvetot Maire d'Auzouville-Auberbosc (2014 → ) Réélue pour le mandat 2014-2020, |

### Compétences
L'intercommunalité exerce les compétences qui lui sont transférées  par les communes membres, dans le cadre des dispositions du code général des collectivités territoriales.
Il s'agit de :
- l’aménagement de l’espace ;
- le développement économique ;
- la protection et mise en valeur de l’environnement ;
- la politique du logement et du cadre de vie ;
- l’aménagement et l’entretien de la voirie ;
- l’action sociale d’intérêt communautaire ;
- l’entretien et le fonctionnement d’équipements culturels et sportifs et d’équipements de l’enseignement pré élémentaire et élémentaire ;
- la politique  culturelle, sportive et de l’enseignement pré élémentaire et élémentaire ;
- le tourisme ;
- les pays ;
- la coopération décentralisée[9].